# Cheerful Givers
Pour plus de détails, voir Fiche technique et Distribution.
Cheerful Givers est un film muet américain, réalisé par Paul Powell, sorti en 1917.

## Synopsis
Judy gère les affaires de la maison qu'elle occupe avec son père, le Révérend Deady, et sa sœur cadette Abigail. Lorsque Harriet Gray, une femme d'affaires au cœur de pierre, exige le remboursement de l'hypothèque de l'orphelinat, les Deady ouvrent leur propre maison à sept des orphelins. Ce qui augmente les charges de la famille et oblige Judy à se trouver un autre travail.
Apprenant que Mme Gray cherche un serviteur, et uniquement un homme afin que son fils Horace ne succombe pas à la tentation, Judy se déguise en garçon et obtient le poste. Sa gestion économique de la maisonnée impressionne Mme Gray et, lorsque son déguisement est découvert, elle gagne le cœur d'Horace. Après que Judy a déjoué une tentative de cambriolage de la maison des Gray, tout finit bien et elle se marie avec Horace.

## Fiche technique
- Titre original : Cheerful Givers
- Réalisation : Paul Powell
- Scénario : Mary H. O'Connor
- Photographie : John W. Leezer
- Société de production : Fine Arts Film Company
- Société de distribution : Triangle Distributing Corporation
- Pays d’origine :  États-Unis
- Langue : anglais
- Format : Noir et blanc - 35 mm - 1,37:1 - Muet
- Genre : Comédie
- Durée : 5 bobines
- Date de sortie : 
  - États-Unis : 22 avril 1917

## Distribution
- Bessie Love : Judy
- Kenneth Harlan : Horace Gray
- Josephine Crowell : Mme Harriet Gray
- Spottiswoode Aitken : Révérend John Deady
- Bessie Buskirk : Lizzie Vance
- Pauline Starke : Abigail Deady
- Winifred Westover : Estella
- Loyola O'Connor : Mme Parker
- William H. Brown : Bob